# Finzel
Finzel est une census-designated place située dans le comté de Garrett, dans l’État du Maryland, aux États-Unis. Lors du recensement de 2020, elle comptait 495 habitants.